# Philodendron holstii
Philodendron holstii är en kallaväxtart som beskrevs av George Sydney Bunting. Philodendron holstii ingår i släktet Philodendron och familjen kallaväxter. Inga underarter finns listade.